# Вја Аеропорто (Казерта)
Вја Аеропорто је насеље у Италији у округу Казерта, региону Кампанија.
Према процени из 2011. у насељу је живело 65 становника. Насеље се налази на надморској висини од 9 м.